# میان‌ده (چالوس)
میانده، روستایی است از توابع بخش مرکزی شهرستان چالوس در استان مازندران ایران.

## جمعیت
این روستا در دهستان کلارستاق غربی قرار دارد و براساس سرشماری مرکز آمار ایران در سال ۱۳۸۵، جمعیت آن ۳۰۳ نفر (۸۳خانوار) بوده‌است. مردم میان ده از قومیت طبری هستند. مردم میان ده به زبان طبری با گویش چالوسی سخن می‌گویند.